# Melanie Smith
Melanie Smith, född den 23 september 1949 i Memphis, Tennessee, är en amerikansk ryttare.
Hon tog OS-guld i lagtävlingen i hoppning i samband med de olympiska ridsporttävlingarna 1984 i Los Angeles.